# Frankenstein (film, 1931)
Frankenstein är en amerikansk monsterfilm från 1931 i regi av James Whale, baserad på romanen Frankenstein från 1818 av Mary Shelley. Den hade biopremiär i USA den 21 november 1931.

## Handling
Filmen berättar historien om vetenskapsmannen Henry Frankenstein (Colin Clive), vars forskning tagit honom till den mörka sidan av döden.

## Rollista i urval
- Boris Karloff – monstret
- Colin Clive – Dr Frankenstein
- Mae Clarke – Elizabeth (Dr Frankensteins fästmö)
- John Boles – Victor Moritz
- Edward Van Sloan – Dr Waldman
- Frederick Kerr – Baron von Frankenstein (Dr Frankensteins far)
- Dwight Frye – Fritz

## Produktion och mottagande
- I filmen heter forskaren Henry Frankenstein och hans vän Victor, i Shelleys roman hette de istället Victor Frankenstein och Henry.
- Béla Lugosi, som tidigare samma år spelat Greve Dracula i Universals Dracula (1931) skulle från början spela monstret. Bolaget tryckte till och med upp filmaffischer med Lugosis namn på. Lugosi ångrade sig dock och drog sig ur projektet och rollen gick istället till Boris Karloff. Lugosi kom dock att spela Frankensteins monster i uppföljaren Frankenstein möter Varulven (1943).
- Sminkören för filmen, Jack Pierce, stod bakom monstrets trubbiga skalle och han skapade därmed det Frankensteins monster som vi känner igen idag.

### Visning i Sverige
Filmen hade Sverigepremiär den 28 november 1932 på Sture-Teatern i Stockholm. Filmen var vid sin svenska premiär nedkortad till 51 minuter efter att först blivit totalförbjuden för offentlig förevisning av Statens Biografbyrå. Först den 6 april 1976 blev filmen godkänd i nästan originallängd (68 av 71 minuter) för biografvisning i Sverige.

## Uppföljare
Filmen följdes 1935 upp av Frankensteins brud och 1939 av Frankensteins son, 1942 av Frankensteins vålnad, 1943 av Frankenstein möter varulven, 1944 av Frankensteins hus, som i sin tur följs av Draculas hus (1945).